# Cucullia barthae
Cucullia barthae är en fjärilsart som beskrevs av Charles Boursin 1933. Cucullia barthae ingår i släktet Cucullia och familjen nattflyn. Inga underarter finns listade i Catalogue of Life.